# Марунцеј (Колонешти)
Марунцеј (рум. Mărunței) насеље је у Румунији у округу Олт у општини Колонешти. Oпштина се налази на надморској висини од 210 m.

## Становништво
Према подацима из 2011. године у насељу је живело 268 становника.